# 浪岡町立王余魚沢小学校水ヶ沢分校
浪岡町立王余魚沢小学校水ヶ沢分校（なみおかちょうりつ かれいざわしょうがっこう みずがさわぶんこう）は、かつて青森県南津軽郡浪岡町（現・青森市）王余魚沢にあった浪岡町立王余魚沢小学校の分校。

## 概要
- 水ヶ沢地区は林業や炭焼きの開拓集落であったが自然条件の厳しさから離村者が相次ぎ地区は廃村となり分校も廃校となった。

## 沿革
- 1957年（昭和32年）
  - 4月1日 - 開校。浪岡中学校の分校も併設。
  - 6月 - 校舎落成。
- 1959年（昭和34年）6月13日 - 自家発電（出力2kW）による電灯が点く[1]。
- 1962年（昭和37年）11月 - 在籍児童1名のため閉鎖、在籍児童は本校へ通学（事実上の閉校）。
- 1963年（昭和38年）3月31日 - 廃校。

## 歴代校長
- 本校と同じ

## クラブ活動

### 運動部
- なし

### 文化部
- なし

## 関係項目
- 青森市
- 青森市立王余魚沢小学校

## 参考資料
- 『青森県教育史 別巻』（青森県教育委員会・1973年12月20日発行）787頁「学校沿革 小学校 王余魚沢小学校」
- 『浪岡町史』（浪岡町・2004年12月15日発行）第四巻561頁 「第Ⅶ部21世紀を迎えて 第4章ゆたかな教育 第三節小学校 二現在の小学校 王余魚沢小学校」

## 学校周辺
現在学校周辺は廃村になっているため、林道があるのみである。